# Vilafranca (Òlt i Garona)
Vilafranca deu Cairan (en francès Villefranche-du-Queyran) és un municipi francès situat al departament d'Òlt i Garona i a la regió de la Nova Aquitània.

## Demografia
| 1962                                       | 1968 | 1975 | 1982 | 1990 | 1999 | 2006 |
| ------------------------------------------ | ---- | ---- | ---- | ---- | ---- | ---- |
| 440                                        | 443  | 420  | 340  | 366  | 360  | 381  |
| Des de 1962: població sense dobles comptes |      |      |      |      |      |      |

## Administració
| Període   | Identitat         | Partit |
| --------- | ----------------- | ------ |
| 2001-2008 | Elio Agosti       | PCF    |
| 2008-     | Jean Marie Balout | PS     |